# Clément Lockquell
Clément Lockquell était un frère des Écoles chrétiennes, éducateur, animateur de radio, animateur de télévision et écrivain québécois né en 1908 et décédé en 1984.
Il fut l'un des premiers membres du clergé à aborder des thèmes nouveaux tels que le mariage et la sexualité.  Il les aborde lors de conférences et d'écrits mais aussi par le truchement d’émissions à la radio et à la télévision.
Jean-Paul Desbiens lui a rendu hommage dans ses Insolences, ainsi que Fernand Dumont dans ses mémoires, Récit d'une émigration.
J'avais de fréquents entretiens avec Clément Lockquell. Sa culture philosophique et littéraire était immense et ne se limitait pas aux « bonnes lectures ». Après une licence ès lettres, il couronnait des études de philosophie par une thèse de doctorat sur Nietzsche et les présocratiques. Ce n'était pas, dans le Québec de l'époque, des auteurs couramment fréquentés.
Son nom a été donné à une rue de la ville de Saint-Augustin-de-Desmaures, en banlieue de Québec. 

## Honneurs
- 1950, Prix David